# Wolnomularstwo królewskiego sklepienia

Potrójne tau – wielki emblemat masonerii królewskiego sklepienia

Wolnomularstwo królewskiego sklepienia, wolnomularstwo królewskiego łuku (ang. Royal Arch Masonry) – w zależności od obediencji stopień bądź system stopni doskonalenia, tzw. ryt, zwany masonerią czerwoną lub kapitularną.  Jego kulminacją jest stopień mistrza królewskiego sklepienia.
Zjednoczona Wielka Loża Anglii nadała wolnomularstwu królewskiego sklepienia status „czystej Dawnej Masonerii”, jaką cieszą się jedynie stopnie masonerii symbolicznej (błękitnej). W konstytucji angielskiej obediencji czytamy: „czysta Dawna Masoneria składa się z trzech stopni i nie więcej, są to stopnie ucznia, czeladnika i mistrza masońskiego w tym Najwyższy Zakon Świętego Królewskiego Sklepienia”.
W większości krajów kapitularny rytuał opowiada historię odbudowy Drugiej Świątyni. Pracom kapituły przewodzą książę Jerozolimy Zorobabel, prorok Aggeusz i arcykapłan Jozue. W Irlandii natomiast rytuał opowiada historię odnowy Pierwszej Świątyni za czasów króla Jozjasza. Kapitule przewodzą, prócz wspomnianego monarchy, kapłan Chilkiasz i skryba Szafan.
Masoneria kapitularna, podobnie jak wolnomularstwo symboliczne, wymaga od kandydatów wiary w Boga (Siłę Najwyższą).
W stopniu mistrza królewskiego sklepienia wolnomularz odnajduje Słowo Mistrza o zagubieniu którego opowiada najwyższy stopień symboliczny – mistrza wolnomularskiego. O ile stopnie wolnomularstwa symbolicznego uczą – w uproszczeniu – jak powinny wyglądać relacje między ludźmi, o tyle królewskie sklepienie mówi o relacjach człowieka z Bogiem (Siłą Najwyższą). Masoneria błękitna i masoneria czerwona obejmują zatem dwa aspekty ludzkiego życia – doczesny i wieczny – uzupełniając się i tworząc całość.
Masoneria królewskiego sklepienia wieńczy wolnomularską ścieżkę przygotowując swoich adeptów do stanu rycerskiego.

## Królewskie sklepienie a mistycyzm
Marco Vannini przytacza ponadkonfesyjną definicję mistycyzmu, zgodnie z którą jest on „doświadczeniem głębokiej jedności z nieskończonością, jedności człowieka z Bogiem, a także jedności świata z Bogiem”. To doświadczenie Jedynego na szczytach intelektu. Dokładniej rzecz ujmując termin „mistycyzm” jest używany, aby zakomunikować doświadczenie Jedynego lub głębokiej jedności między człowiekiem a Bogiem.
Rytuał królewskiego sklepienia w sposób szczególny podkreśla, że wolnomularz osiągnął ostatni etap swojej mistycznej podróży inicjacyjnej, którym jest jedność z Bogiem. Od tej chwili Bóg i człowiek przestają być odrębnymi bytami, w sposób mistyczny stając się jednością. Aldersgate – najpopularniejsza wersja rytuału królewskiego sklepienia używana w Anglii – stwierdza: „Przygotujemy grunt pod Twoją niebiańską Świątynię; z każdym krokiem zbliżasz się do świętego i nieodgadnionego imienia Boga”.

## Historia
Już w 1733 r. jedna z lóż w londyńskiej Temple Bar inicjowała wolnomularzy do stopnia „mistrza Szkotów” lub „mistrza szkockiego”. Istnienie wspomnianego stopnia potwierdzają protokoły lożowych posiedzeń w Bath z roku 1735 i londyńskiego Covent Garden z roku 1736. Stopień ów przez wielu uważany był za nadrzędny wobec stopnia mistrza wolnomularskiego i opowiadał o odzyskaniu zaginionego Słowa Mistrza.
Królewskie sklepienie jako stopień po raz pierwszy wspominane jest w 1753 r. w protokole z prac Loży Fredericksburg w Wirginii. Jednak Laurence Dermott, wielki sekretarz Dawnej Wielkiej Loży Anglii utrzymywał, że wyniesiono go do wspomnianego stopnia w Irlandii już 16 kwietnia 1746 r.
Część historyków uważa, że nowy stopień to naturalna konsekwencja rozwoju stopnia mistrza szkockiego, którego nazwę zmieniono w związku kłopotami, jakie brytyjskiej monarchii przysparzała ówcześnie szkocka dynastia Stuartów.

Stosunek do masonerii kapitularnej był jednym z najważniejszych punktów spornych między Dawną Wielką Lożą Anglii a Nowoczesną Wielką Lożą Anglii. Wspomniany już Leurence Dermott określił ją mianem „korzenia, serca i szpiku” wolnomularstwa, a także jego zwieńczeniem.

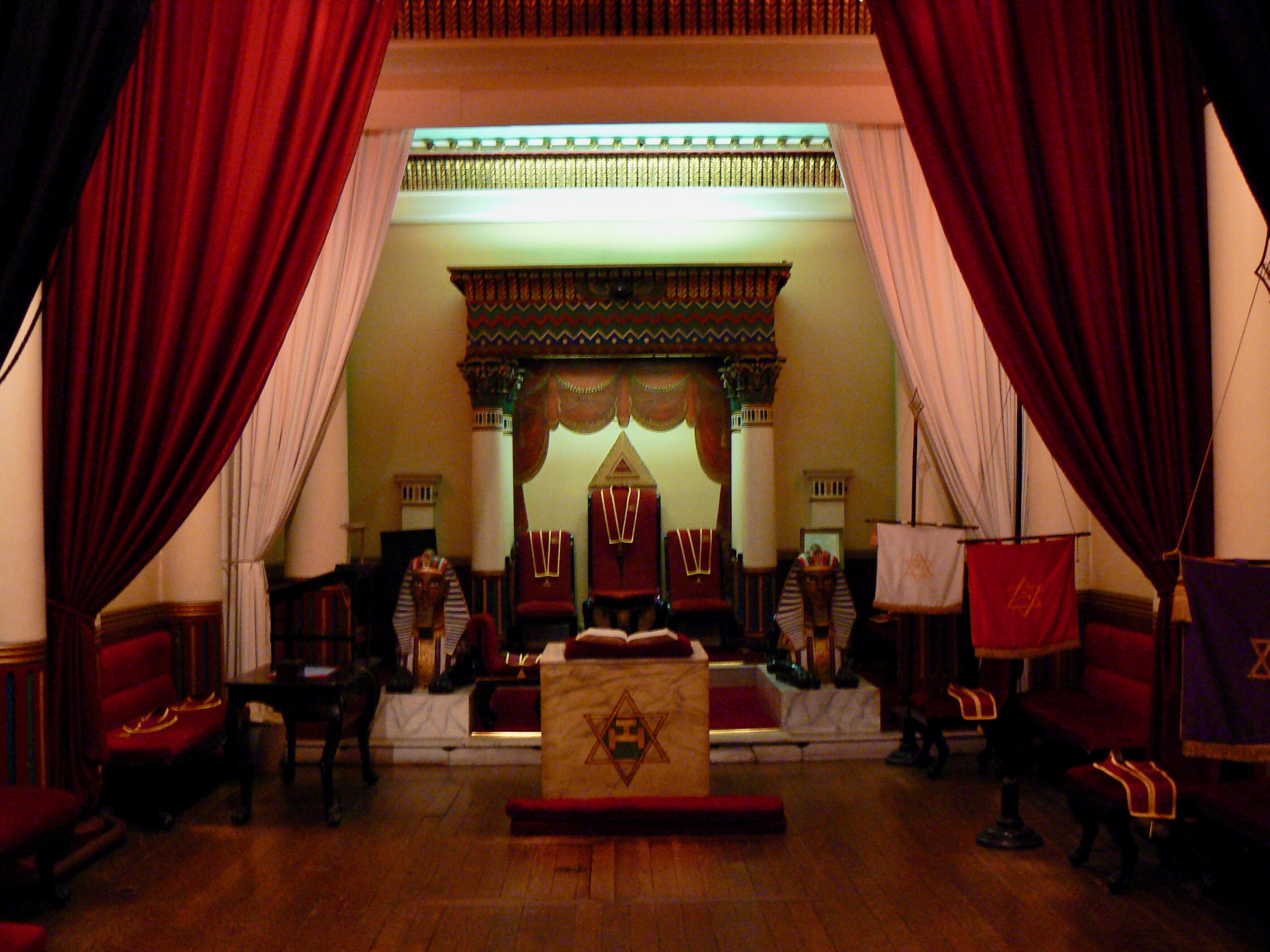
Miejsce spotkań mistrzów królewskiego sklepienia w dublińskim Freemasons' Hall

Dawna Wielka Loża Anglii nadawała stopień mistrza królewskiego sklepienia w lożach symbolicznych, podczas gdy Nowoczesna Wielka Loża Anglii już w 1766 r. powołała do życia niezależną organizację – Wielką i Królewską Kapitułę Królewskiego Sklepienia Jerozolimy.
Po akcie unii między dwiema rywalizującymi wielkimi lożami powołano do życia Najwyższą Wielką Kapitułę Mularzy Królewskiego Sklepienia Anglii i Walii połączoną unią personalną ze Zjednoczoną Wielką Lożą Anglii, a szczególny charakter masonerii królewskiego sklepienia usankcjonowano zapisami konstytucyjnymi.
Według Najwyższej Wielkiej Kapituły Mularzy Królewskiego Sklepienia Anglii i Walii najstarszą istniejącą do dziś kapitułą jest Kapituła Przyjaźni Nr 257 (oryginalnie nr 3), która otrzymała swój patent w 1769 r.

## Potrójne tau
Obok cyrkla i węgielnicy jeden z najbardziej rozpoznawalnych symboli wolnomularskich. W przypadku masonerii królewskiego sklepienia można go interpretować na kilka sposobów. Po pierwsze symbolizuje Hirama z Tyru i Hirama Abifa, głównego architekta Świątyni Salomona. Po drugie rozpoznawalne w symbolu litery „T” i „H” tłumaczy się jako Templum Hierosolyma, czyli Świątynię Jerozolimską. Po trzecie potrójne tau we wczesnym chrześcijaństwie kojarzone było z Trójcą Świętą.
Równoboczny trójkąt natomiast symbolizuje Bożą jedność, atrybuty bóstwa i jego potrójną esencję: wszechmoc, wszechobecność i wszechwiedzę.

## Administracja
- Najwyższa Wielka Kapituła Mularzy Królewskiego Sklepienia Anglii i Walii administruje pojedynczym stopniem mistrza królewskiego sklepienia,
- Najwyższa Wielka Kapituła Królewskiego Szkocji poprzedza stopień mistrza królewskiego sklepienia stopniami mistrza znaku (Mark Master Mason) i doskonałego mistrza (Excellent Master),
- Najwyższa Wielka Kapituła Królewskiego Sklepienia Irlandii poprzedza stopień mistrza królewskiego sklepienia stopniem mistrza znaku (Mark Master Mason),
- Generalna Wielka Kapituła Mularzy Królewskiego Sklepienia – International poprzedza stopień mistrza królewskiego sklepienia stopniami mistrza znaku (Mark Master Mason), byłego czcigodnego mistrza (Past Master) i najdoskonalszego mistrza (Most Excellent Master).

W USA masoneria królewskiego sklepienia stanowi pierwszy etap Rytu York. Poza Stanami Zjednoczonymi mistrzowie królewskiego sklepienia należą do niezależnych zakonów.
Najmniejszą jednostką administracyjną wolnomularstwa kapitularnego jest kapituła, odpowiednik loży w masonerii symbolicznej.

## Wymagania dla kandydatów
- Stopień mistrza wolnomularskiego,
- uregulowany status w loży symbolicznej (goodstanding),
- staż mistrzowski – zależnie od obediencji – od 4 miesięcy do 1 roku.